# Royas
Royas település Franciaországban, Isère megyében. Lakosainak száma 410 fő (2022. január 1.). Royas Savas-Mépin, Villeneuve-de-Marc, Beauvoir-de-Marc, Charantonnay és Saint-Jean-de-Bournay községekkel határos.

## Népesség
A település népessége az elmúlt években az alábbi módon változott:
| Lakosok száma | 174  | 272  | 308  | 351  | 385  | 389  | 396  | 397  | 394  | 410  |
|               | 1968 | 1982 | 1990 | 2006 | 2013 | 2015 | 2017 | 2019 | 2020 | 2022 |